# Bogučar
Bogučar (rusky Богуча́р) je město ve Voroněžské oblasti v Ruské federaci. Při sčítání lidu v roce 2010 mělo bezmála dvanáct tisíc obyvatel.

## Poloha
Bogučar leží na řece Bogučarce (přítoku Donu) na jihu Voroněžské oblasti.

## Dějiny
Bogučar byl založen v roce 1701. V roce 1779 se stal městem.

### Rodáci
- Alexandr Nikolajevič Afanasjev (1826-1871), folklorista